# Livingston (Illinois)
Livingston es una villa ubicada en el condado de Madison en el estado estadounidense de Illinois. En el Censo de 2010 tenía una población de 858 habitantes y una densidad poblacional de 310,47 personas por km².

## Geografía
Livingston se encuentra ubicada en las coordenadas 38°58′6″N 89°45′53″O / 38.96833, -89.76472. Según la Oficina del Censo de los Estados Unidos, Livingston tiene una superficie total de 2.76 km², de la cual 2.73 km² corresponden a tierra firme y (1.22%) 0.03 km² es agua.

## Demografía
Según el censo de 2010, había 858 personas residiendo en Livingston. La densidad de población era de 310,47 hab./km². De los 858 habitantes, Livingston estaba compuesto por el 98.14% blancos, el 0.47% eran afroamericanos, el 0.12% eran amerindios, el 0.35% eran asiáticos, el 0.12% eran isleños del Pacífico, el 0% eran de otras razas y el 0.82% pertenecían a dos o más razas. Del total de la población el 0.58% eran hispanos o latinos de cualquier raza.